# An Dae-song
An Dae-song (Pyongyang, 21 ottobre 1993) è un calciatore nordcoreano, portiere dell'April 25.

## Carriera

### Nazionale
Ha debuttato con la nazionale il 21 febbraio 2014, nell'amichevole Iran-Corea del Nord (2-0).